# دانا شلیلا
دانا شِلِیْلا (انگلیسی: Donna Shalala؛ زادهٔ ۱۴ فوریهٔ ۱۹۴۱) از ۱۹۹۳ تا ۲۰۰۱ وزیر بهداشت و خدمات انسانی ایالات متحده آمریکا در دوره بیل کلینتون بود. او از ۲۰۰۱ تا ۲۰۱۵ رئیس دانشگاه میامی در کورال گیبلز، فلوریدا بود. او در سال ۲۰۰۸ نشان افتخار آزادی رئیس‌جمهوری را از جرج دابلیو بوش دریافت کرد. او از ۲۰۱۵ تا ۲۰۱۷ رئیس بنیاد کلینتون بود.
شلیلا در کلیولند اهایو از یک خانواده لبنانی‌تبار کاتولیک مارونی زاده شد. او پی اچ دی خود را از مدرسه شهروندی و امور عمومی دانشگاه سیراکیوس دریافت کرد. او از ۱۹۶۲ تا ۱۹۶۴ از داوطلبان سپاه صلح در ایران بود و برای ساخت یک کالج کشاورزی فعالیت کرد.
وی همچنین برندهٔ جوایزی همچون نشان افتخار آزادی رئیس‌جمهوری و کمک‌هزینه گوگنهایم شده‌است.